# Postroff
Postroff es una comuna francesa situada en el departamento de Mosela, en la región Gran Este. Su población, en 2018, es de 210 habitantes.

## Demografía
| 261 | 234 | 221 | 209 | 194 | 181 | 210 |
| Para los censos de 1962 a 1999 la población legal corresponde a la población sin duplicidades (Fuente: INSEE [Consultar]) |     |     |     |     |     |     |